# St. Magdalena (Dietersdorf)

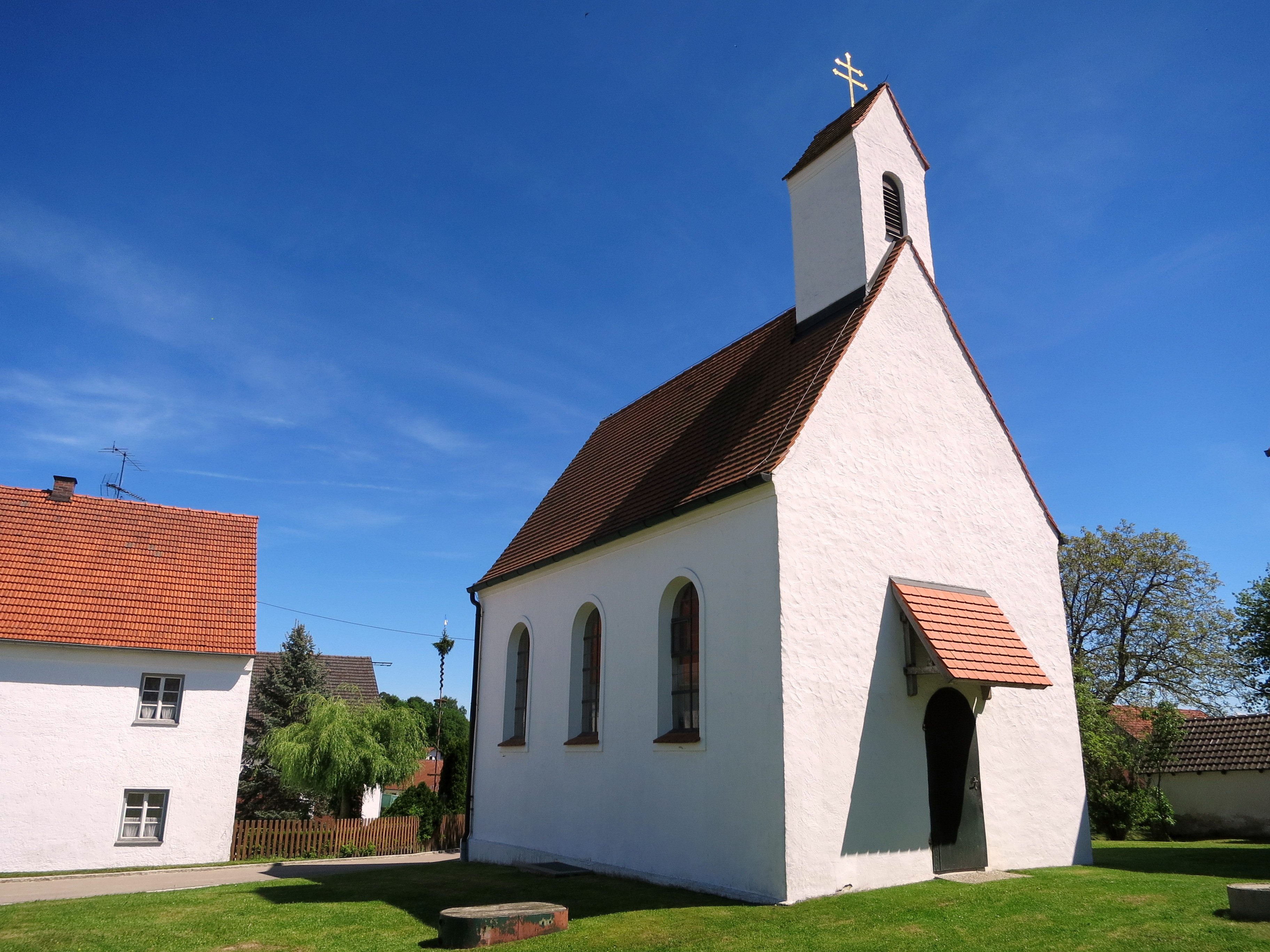
Kapelle in Dietersdorf

Die Kapelle St. Magdalena ist ein römisch-katholischer Sakralbau in Dietersdorf (Gemeinde Schweitenkirchen in Oberbayern). Namenspatronin der Kirche ist die heilige Maria Magdalena.

## Geschichte
Die Kapelle wurde ursprünglich 1660 von dem kurfürstlichen Ratskanzler Johann Amoni als Schlosskapelle seiner Hofmark erbaut. Beim Brand des Schlosses 1801 wurde sie schwer beschädigt und zum Wiederaufbau des Schlosses schließlich ganz abgerissen.
Der Wiederaufbau der Magdalenakapelle ist dem späteren Besitzer der Hofmark Miller zu verdanken. 1835 wurde der Neubau durch den Dekan Egger aus Wolfersdorf geweiht. Nach Auflösung der Hofmark ging die Kapelle in den Besitz der Gemeinde über.